# دشت خاموش
دشت خاموش فیلمی به نویسندگی و کارگردانی احمد بهرامی است.
فیلم دشت خاموش به عنوان نماینده سینمای ایران در بخش افق‌های هفتاد و هفتمین دوره جشنواره فیلم ونیز انتخاب و برنده جایزه بهترین فیلم این بخش شد. این فیلم همچنین برنده جایزه فیپرشی ،جایزه ویژه انجمن منتقدان جهان،  شد. فیلم دشت خاموش در بخش جنبی هفتاد و هفتمین جشنواره فیلم ونیز موفق به دریافت جایزه جایزه انجمن اعتماد ملی ایتالیا شد.

## داستان
«دشت خاموش» به شرایط دشوار کاری و روابط انسانی پیچیده چند خانواده می‌پردازد که در یک محیط کارگری زندگی می‌کنند.